# C.A.C.T.U.S.
C.A.C.T.U.S. (англ. Converted Atmospheric Cherenkov Telescope Using Solar-2) наземный телескоп Калифорнийского университета, предназначенный для изучения космического гамма-излучения сверхвысоких энергий. Расположен в Даггетте, штат Калифорния, США, неподалёку от Барстоу. До 2001 года на этом месте была солнечная электростанция, называвшаяся Solar Two, которая была переоборудована для научных исследований. Первые астрономические наблюдения были проведены осенью 2004 года. Однако средств на научные цели хватило только до ноября 2005 года.
Космические гамма-фотоны, попадая в атмосферу Земли, порождают в ней вторичные электроны, которые в свою очередь, излучают фотоны вследствие эффекта Вавилова-Черенкова. Это излучение и должен фиксировать C.A.C.T.U.S. Таким образом, C.A.C.T.U.S., с одной стороны является телескопом, поскольку фиксирует электромагнитное излучение, с другой стороны, методы детектирования сближают его с установками для изучения широких атмосферных ливней, которые порождаются космическими лучами.